# Walter Grubmüller
Walter Grubmüller (ur. 13 stycznia 1989 w Wiedniu) – austriacki kierowca wyścigowy.

## Kariera

### Formuła Renault
Walter karierę rozpoczął w 1991 roku, od startów w kartingu. W 2004 roku zadebiutował w serii wyścigów samochodów jednomiejscowych – Formuła Renault na torze Monza. Zdobyte punkty sklasyfikowały go na 21. miejscu w końcowej klasyfikacji.
W sezonie 2005 Austriak brał udział w europejskiej oraz włoskiej edycji Formuły Renault. W pierwszej z nich nie zdobył ani jednego punktu, natomiast w drugiej dwukrotnie sięgnął po punkty, ostatecznie plasując się na 27. lokacie. W zimowym cyklu tej serii punktował w dwóch z czterech rozegranych wyścigów, dzięki czemu zmagania zakończył na 11. pozycji.

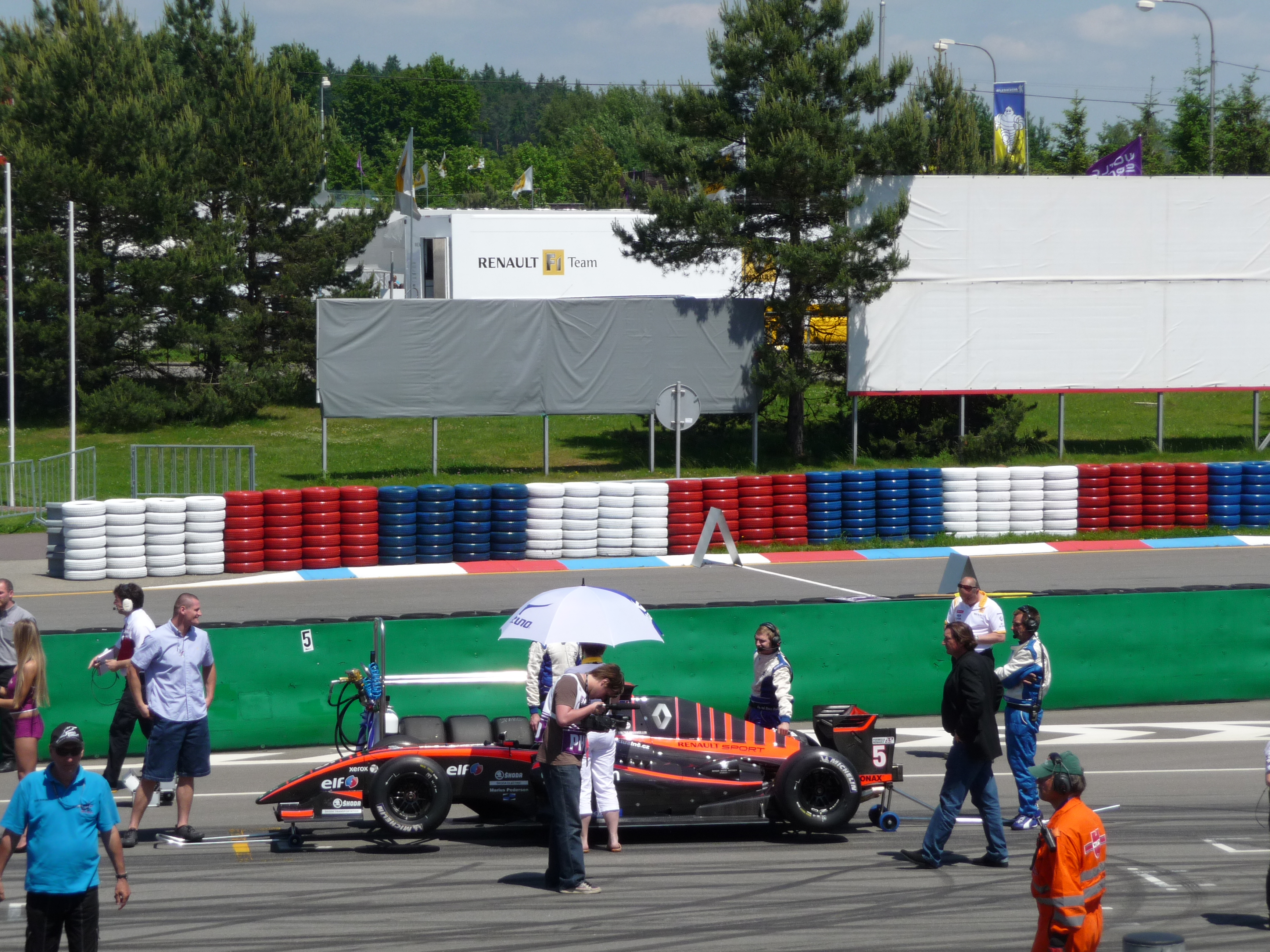
Walter Grubmüller na prostej start-meta, przed wyścigiem na Masaryk Circuit w 2010

W drugim roku startów w europejskim pucharze Grubmüller punkty odnotował w brytyjskiej rundzie, na torze Donington Park (piąta i ósma lokata). W klasyfikacji generalnej znalazł się na 19. pozycji. We włoskim cyklu Austriak zdobył więcej punktów w stosunku do poprzedniego sezonu, jednak rywalizację ukończył dopiero na 20. miejscu.

### Formuła 3
W 2005 roku Walter zadebiutował w wyścigach Formuły 3, biorąc udział w jej azjatyckim cyklu. Wystąpiwszy w trzech wyścigach, nie zdobył jednak punktów.
W kolejnym sezonie Grubmüller brał udział Brytyjskiej Formuły 3. Austriak czterokrotnie sięgnął po punkty, ostatecznie zajmując 16. lokatę. Z zespołem Hitech Racing wystartował także w prestiżowych wyścigach – Masters of Formuła 3 (nie ukończył) oraz Grand Prix Makau (18 miejsce). Oprócz regularnego udziału w brytyjskiej edycji, Walter zaliczył również gościnny występ w Australijskiej oraz Azjatyckiej Formule 3. W pierwszej z nich wystartował w czterech wyścigach, z czego w jednym dojechał do mety. Dzięki trzeciej lokacie w Eastern Creek Raceway, Grubmüller znalazł się na 13. pozycji. W ponownym starcie w azjatyckim cyklu, Austriak stanął na podium w dwóch z trzech startów, a dzięki uzyskanym punktom, zmagania zakończył na 9. lokacie.
Sezon 2007 poświęcił wyłącznie na startach w brytyjskiej edycji F3. Walter odnotował ponad czterdzieści punktów, a w końcowej klasyfikacji uplasował się na 14. miejscu. W kończącym rok Grand Prix Makau sklasyfikowany został się z kolei na 8. pozycji.
Ostatni rok współpracy z Hitech Racing zaowocował tytułem wicemistrzowskim, z dorobkiem dziewięciu miejsce na podium. Dwukrotnie sięgnął po pole position (na Oulton Park, gdzie uzyskał również najszybsze okrążenie, i Hockenheimringu), a także dwa razy stał na najwyższym stopniu (ponownie na niemieckim torze oraz na Donington Park). Tym razem zaliczył po raz drugi udział w Masters of Formuła 3. Zmagania w nim zakończył na 14. miejscu. Pod koniec sezonu Austriak odnotował gościnny występ w Południowoamerykańskiej Formule 3. Wyścigu na torze Interlagos jednak nie ukończył.

### Formuła Renault 3.5
W sezonie 2010 Walter zadebiutował w Formule Renault 3.5. Reprezentując ekipę P1 Motorsport, czterokrotnie sięgał po punkty, najlepszą lokatę uzyskując w pierwszym starcie na czeskim torze Masaryk Circuit, gdzie zajął czwartą pozycję. Zdobyte punkty sklasyfikowały go na 16. miejscu.
W 2011 roku jego ojciec został współwłaścicielem brytyjskiej ekipy, dzięki czemu miał zapewnioną posadę etatowego zawodnika. Podczas weekendu w Niemczech Walter na skutek wypadku poniesionego w kwalifikacjach, doznał kontuzji, w wyniku której był zmuszony opuścić kolejną rundę, rozegraną na węgierskim torze Hungaroring (zastąpił go Brytyjczyk Adam Carroll). Przed wypadkiem Austriak punktował trzykrotnie (najlepiej spisał się w drugim wyścigu na belgijskim Spa-Francorchamps), a po powrocie zajął dziewiątą lokatę już w pierwszym starcie, na torze Silverstone. Sezon zakończył ósmą lokatą na hiszpańskim obiekcie Circuit de Catalunya, a w ostatecznej klasyfikacji był osiemnasty.
Na sezon 2012 Austriak przedłużył kontrakt z ekipą P1 Motorsport. W tym sezonie po raz pierwszy w tej serii stanął na podium – zajął drugie miejsce w niedzielnym wyścigu na torze Moscow Raceway. 42 punkty – najwięcej w dotychczasowych startach w serii dały mu również najlepszą pozycje w klasyfikacji generalnej – 14.

## Statystyki
| Sezon | Seria                                  | Zespół             | Wyścigi | Zwycięstwa | PP | NO | Podium | Punkty | Pozycja |
| ----- | -------------------------------------- | ------------------ | ------- | ---------- | -- | -- | ------ | ------ | ------- |
| 2004  | Formuła Renault Monza                  | BVM Minardi Junior | 4       | 0          | 0  | 0  | 0      | 8      | 23      |
| 2005  | Europejska Formuła Renault             | Jenzer Motorsport  | 16      | 0          | 0  | 0  | 0      | 0      | NS      |
| 2005  | Włoska Formuła Renault                 | Jenzer Motorsport  | 15      | 0          | 0  | 0  | 0      | 3      | 27      |
| 2005  | Włoska Formuła Renault (zimowa edycja) | Jenzer Motorsport  | 4       | 0          | 0  | 0  | 0      | 12     | 11      |
| 2006  | Azjatycka Formuła 3                    | JA Motorsport      | 3       | 0          | 0  | ?  | 0      | 0      | NS      |
| 2006  | Europejska Formuła Renault             | Jenzer Motorsport  | 7       | 0          | 0  | 0  | 0      | 9      | 19      |
| 2006  | Europejska Formuła Renault             | Twincam Motorsport | 6       | 0          | 0  | 0  | 0      | 9      | 19      |
| 2006  | Włoska Formuła Renault                 | Jenzer Motorsport  | 12      | 0          | 0  | 0  | 0      | 18     | 20      |
| 2007  | Brytyjska Formuła 3                    | Hitech Racing      | 20      | 0          | 0  | 0  | 0      | 7      | 16      |
| 2007  | Masters of Formuła 3                   | Hitech Racing      | 1       | 0          | 0  | 0  | 0      | N/A    | NS      |
| 2007  | Grand Prix Makau                       | Hitech Racing      | 1       | 0          | 0  | 0  | 0      | N/A    | 18      |
| 2007  | Australijska Formuła 3                 | Astuti Motorsport  | 4       | 0          | 0  | 0  | 1      | 12     | 13      |
| 2007  | Azjatycka Formuła 3                    | Aran Racing        | 3       | 0          | 0  | ?  | 2      | 26     | 9       |
| 2008  | Brytyjska Formuła 3                    | Hitech Racing      | 22      | 0          | 0  | 0  | 0      | 44     | 14      |
| 2008  | Grand Prix Makau                       | Hitech Racing      | 1       | 0          | 0  | 0  | 0      | N/A    | 8       |
| 2009  | Brytyjska Formuła 3                    | Hitech Racing      | 20      | 2          | 2  | 1  | 9      | 188    | 2       |
| 2009  | Masters of Formuła 3                   | Hitech Racing      | 1       | 0          | 0  | 0  | 0      | N/A    | 14      |
| 2009  | Południowoamerykańska Formuła 3        | Hitech Racing      | 1       | 0          | 0  | 0  | 0      | N/A    | NS†     |
| 2010  | Formuła Renault 3.5                    | P1 Motorsport      | 17      | 0          | 0  | 0  | 0      | 16     | 16      |
| 2011  | Formuła Renault 3.5                    | P1 Motorsport      | 17      | 0          | 0  | 0  | 0      | 24     | 18      |
| 2012  | Formuła Renault 3.5                    | P1 Motorsport      | 17      | 0          | 0  | 0  | 1      | 42     | 14      |

- † – Grubmüller nie był liczony do klasyfikacji.

## Wyniki w Formule Renault 3.5
| Legenda oznaczeń w tabelach wyników Wyświetl szablon na nowej stronie | Legenda oznaczeń w tabelach wyników Wyświetl szablon na nowej stronie                                                                     |
| Oznaczenie                                                            | Wyjaśnienie |
| --------------------------------------------------------------------- | --- |
| Złoty                                                                 | Zwycięzca lub mistrzostwo |
| Srebrny                                                               | 2. miejsce lub wicemistrzostwo |
| Brązowy                                                               | 3. miejsce lub II wicemistrzostwo |
| Zielony                                                               | Ukończył, punktował (w klasyfikacji generalnej, gdy zdobył co najmniej jeden punkt na przestrzeni sezonu, poza trzema powyższymi opcjami) |
| Niebieski                                                             | Ukończył, nie punktował (w klasyfikacji generalnej, gdy nie zdobył co najmniej jednego punktu na przestrzeni sezonu)                      |
| Czerwony                                                              | Nie zakwalifikował się (NZ) |
| Czerwony                                                              | Nie prekwalifikował się (NPK) |
| Różowy                                                                | Nie ukończył (NU) |
| Różowy                                                                | Niesklasyfikowany (NS) (w klasyfikacji generalnej, gdy nie został sklasyfikowany w żadnym wyścigu sezonu)                                 |
| Czarny                                                                | Zdyskwalifikowany (DK) |
| Czarny                                                                | Wykluczony (WYK/EX) |
| Biały                                                                 | Nie wystartował (NW) |
| Biały                                                                 | Kontuzjowany (K/INJ) |
| Biały                                                                 | Wyścig odwołany (OD/C) |
| Bez koloru                                                            | Został wycofany (WYC/WD) |
| Bez koloru                                                            | Nie przybył (NP/DNA) |
| Bez koloru                                                            | Nie brał udziału w treningach (NT/DNP) |
| Bez koloru                                                            | Nie został zgłoszony (–) |
| Pogrubienie                                                           | Start z pole position |
| Kursywa                                                               | Najszybsze okrążenie wyścigu |
| †                                                                     | Nie ukończył, ale jego rezultat został zaliczony ze względu na przejechanie więcej niż 90% dystansu wyścigu.                              |
| *                                                                     | Sezon w trakcie |
| 1/2/3                                                                 | Punktowana pozycja w sprincie kwalifikacyjnym                                                                                             |
| Lista systemów punktacji Formuły 1                                    | |

| Rok  | Zespół        | Wyniki w poszczególnych eliminacjach | Wyniki w poszczególnych eliminacjach | Wyniki w poszczególnych eliminacjach | Wyniki w poszczególnych eliminacjach | Wyniki w poszczególnych eliminacjach | Wyniki w poszczególnych eliminacjach | Wyniki w poszczególnych eliminacjach | Wyniki w poszczególnych eliminacjach | Wyniki w poszczególnych eliminacjach | Wyniki w poszczególnych eliminacjach | Wyniki w poszczególnych eliminacjach | Wyniki w poszczególnych eliminacjach | Wyniki w poszczególnych eliminacjach | Wyniki w poszczególnych eliminacjach | Wyniki w poszczególnych eliminacjach | Wyniki w poszczególnych eliminacjach | Wyniki w poszczególnych eliminacjach | Punkty | Pozycja |
| ---- | ------------- | ------------------------------------ | ------------------------------------ | ------------------------------------ | ------------------------------------ | ------------------------------------ | ------------------------------------ | ------------------------------------ | ------------------------------------ | ------------------------------------ | ------------------------------------ | ------------------------------------ | ------------------------------------ | ------------------------------------ | ------------------------------------ | ------------------------------------ | ------------------------------------ | ------------------------------------ | ------ | ------- |
| 2010 | P1 Motorsport | ARA                                  | ARA                                  | BEL                                  | BEL                                  | MON                                  | CZE                                  | CZE                                  | FRA                                  | FRA                                  | HUN                                  | HUN                                  | DEU                                  | DEU                                  | GBR                                  | GBR                                  | CAT                                  | CAT                                  | 16     | 16      |
| 2010 | P1 Motorsport | 10†                                  | 8                                    | 7                                    | 18                                   | 11                                   | 14                                   | 4                                    | NU                                   | 16                                   | 11                                   | 11                                   | NU                                   | NU                                   | NU                                   | 14                                   | 15                                   | 13                                   | 16     | 16      |
| 2011 | P1 Motorsport | ARA                                  | ARA                                  | BEL                                  | BEL                                  | ITA                                  | ITA                                  | MON                                  | DEU                                  | DEU                                  | HUN                                  | HUN                                  | GBR                                  | GBR                                  | FRA                                  | FRA                                  | CAT                                  | CAT                                  | 24     | 18      |
| 2011 | P1 Motorsport | 7                                    | 16                                   | 12                                   | 6                                    | 8                                    | 13                                   | 13                                   | 12                                   | NW                                   | -                                    | -                                    | 9                                    | 11                                   | 12                                   | NU                                   | 13                                   | 8                                    | 24     | 18      |
| 2012 | P1 Motorsport | ARA                                  | ARA                                  | MON                                  | BEL                                  | BEL                                  | DEU                                  | DEU                                  | RUS                                  | RUS                                  | GBR                                  | GBR                                  | HUN                                  | HUN                                  | FRA                                  | FRA                                  | CAT                                  | CAT                                  | 42     | 14      |
| 2012 | P1 Motorsport | 16                                   | NU                                   | 9                                    | 8                                    | 6                                    | 7                                    | 15                                   | NU                                   | 2                                    | 9                                    | NU                                   | 20                                   | 10                                   | 13                                   | 12                                   | 13                                   | 10                                   | 42     | 14      |